# ホナガイヌビユ
ホナガイヌビユ（穂長犬莧、学名: Amaranthus viridis）は、ヒユ科ヒユ属の1年草。道端や畑などに生える雑草。アオビユ（青莧）ともいう。

## 形態・生態
葉はイヌビユより大きく、先はあまりへこまない。
花穂は細長くなる。
果実（胞果）は、淡褐色になり、細かいしわが目立つ。
花言葉は優しさ。
果実は種子を入れたまま落ちる。

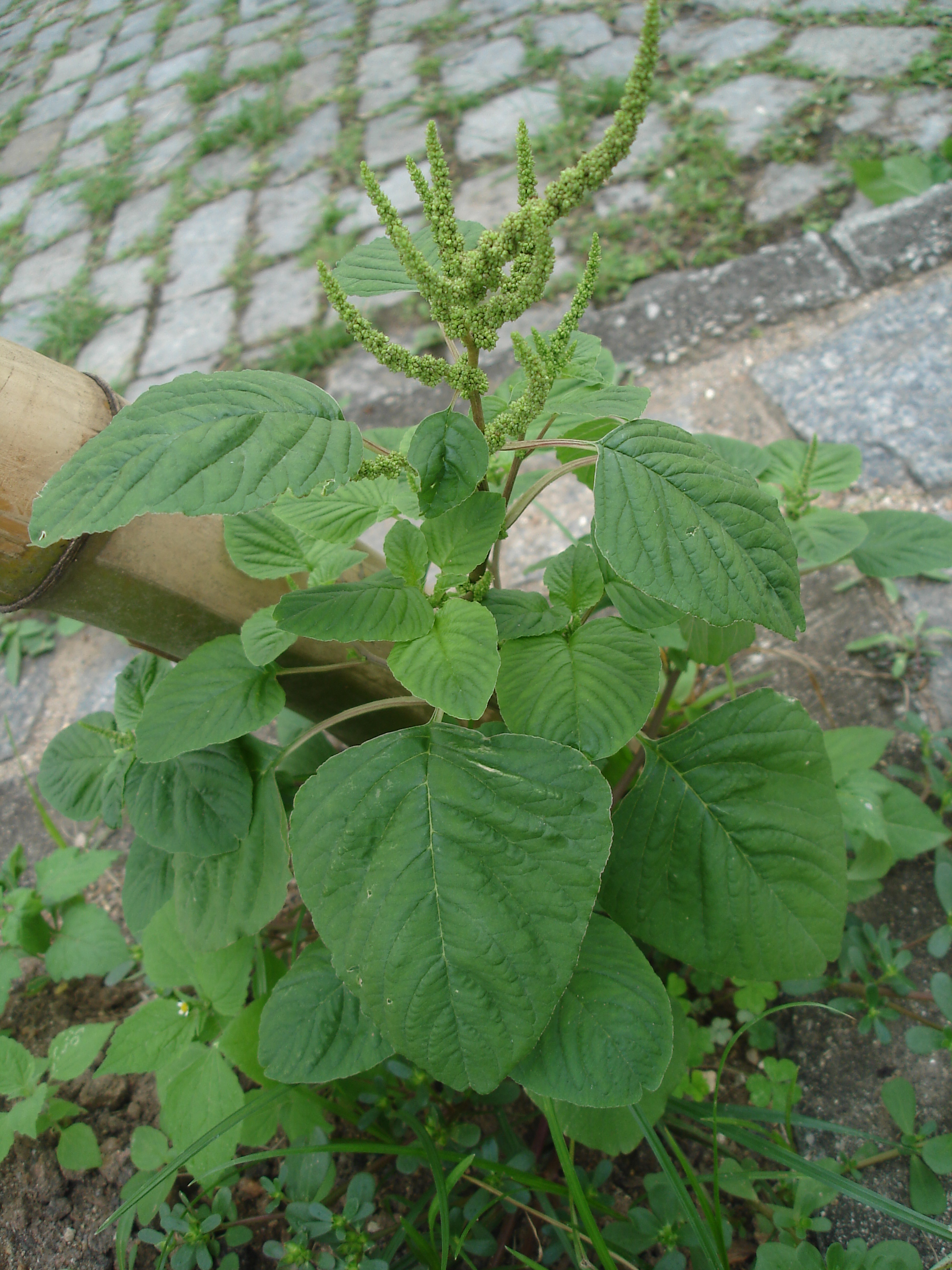
葉
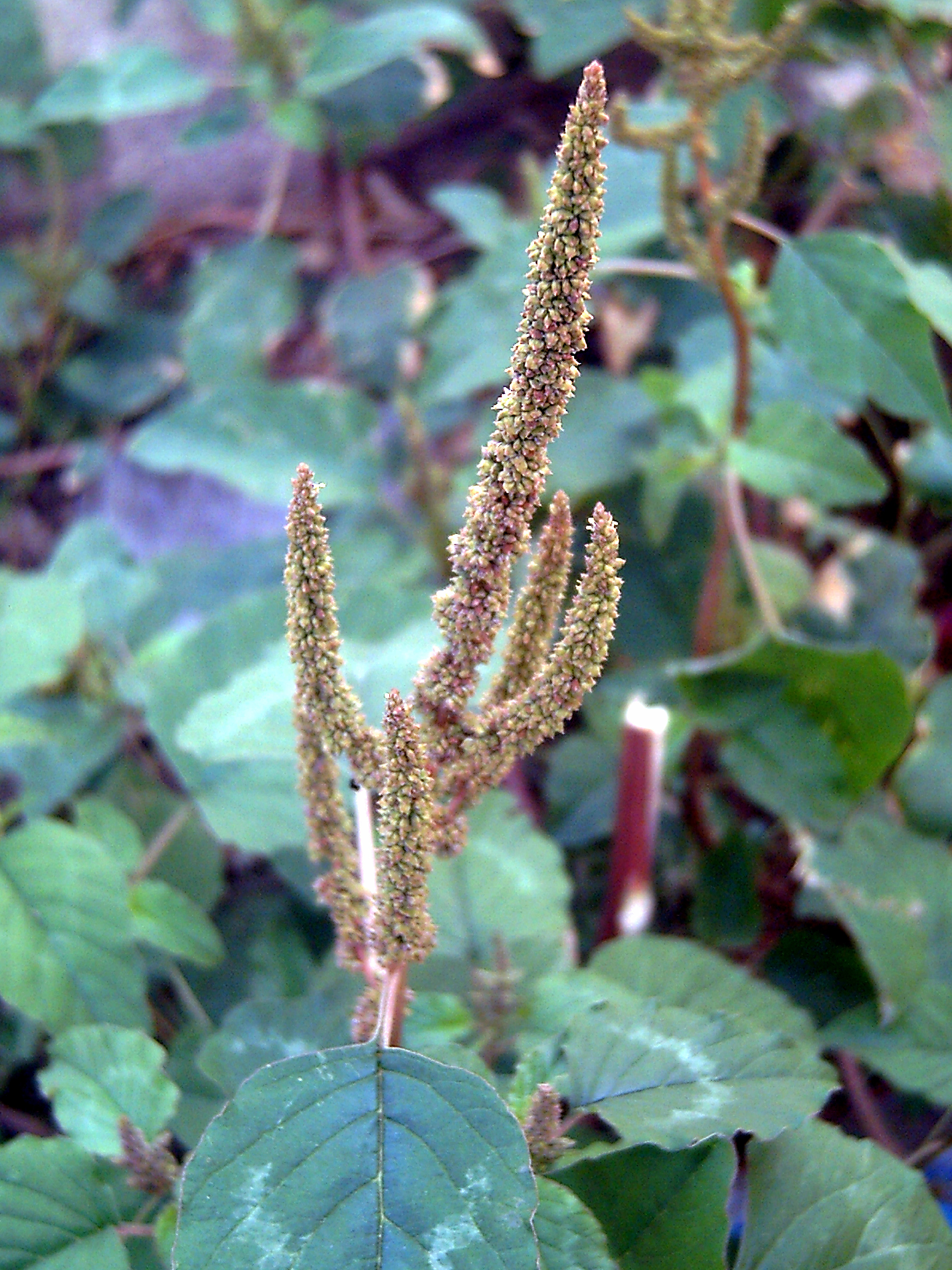
花穂

## 分布・生育地
熱帯アメリカ原産で、日本では帰化植物。

## 人間との関わり
葉は食用になる。ジャマイカではカラルーと呼ばれ、モルディブでもディベヒ語で massaagu と呼ばれ料理に使われる。ほか、インドでも野菜として食され、サンスクリット語で Tanduliya と呼ばれる伝統的なアーユルヴェーダ伝統医学のハーブとして利用されている。葉以外の種子も水で茹でたり、ビスケットにしたり、スナックとしても食用可能である。